# Кирха прихода Вуоксела
Кирха прихода Вуоксела (фин. Vuokselan kirkko) — лютеранская церковь в Приозерском районе Ленинградской области, построенная в первой половине XX века.
Является выявленным памятником архитектуры.

## История и архитектура
Кирха в посёлке, на мысу Ламмасниеми (Овечий), была построена в 1928—1929 годах по проекту архитектора Илмари Лауниса. Здание сложено из цементного кирпича и оштукатурено в белый цвет. Внешние стены состоят из пяти ступенчатых контрфорсов. Высокую восьмиугольную колокольню, совмещённую со зданием храма, венчал крест.
Освящение состоялось 12 декабря 1929 года. Сооружение здание, а также покупка колоколов и органа обошлось суммарно в 1,26 млн финских марок.
Внутри здания было проведено отопление. Вокруг храма в 1938 году возвели каменную ограду, на строительстве которой работали жители прихода. Высота ограды составляла 1,2 м, ширина — 50 см. Её строили по проекту архитектора Юхани Вийсте.
После Зимней войны территория, на которой расположена кирха, перешла к СССР. Приход был закрыт. В 1941 году одновременно с нападением Германии на Советский Союз финны оккупировали ранее потерянные земли. Кирха была отремонтирована и вновь начала работу. Окончательно она была закрыта в 1944 году после возвращения территории к СССР. Позже здесь разместилась база завода Козицкого, которая включила и здание кирхи.
По состоянию на начало XXI века, здание кирхи находится заброшенном состоянии.
В 2024 году кирха была передана церкви Ингрии.

## Галерея

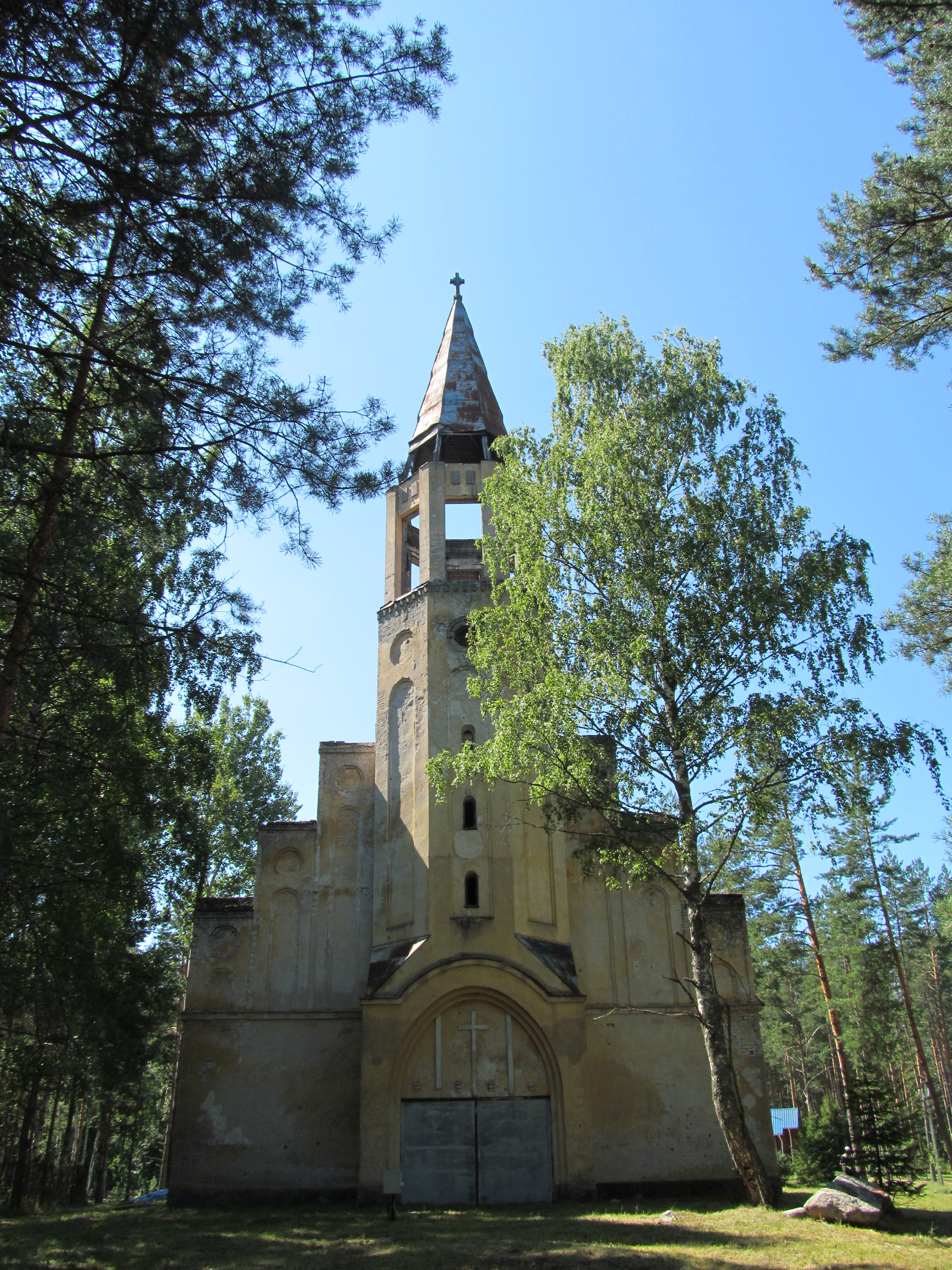
Внешний вид кирхи (2013)
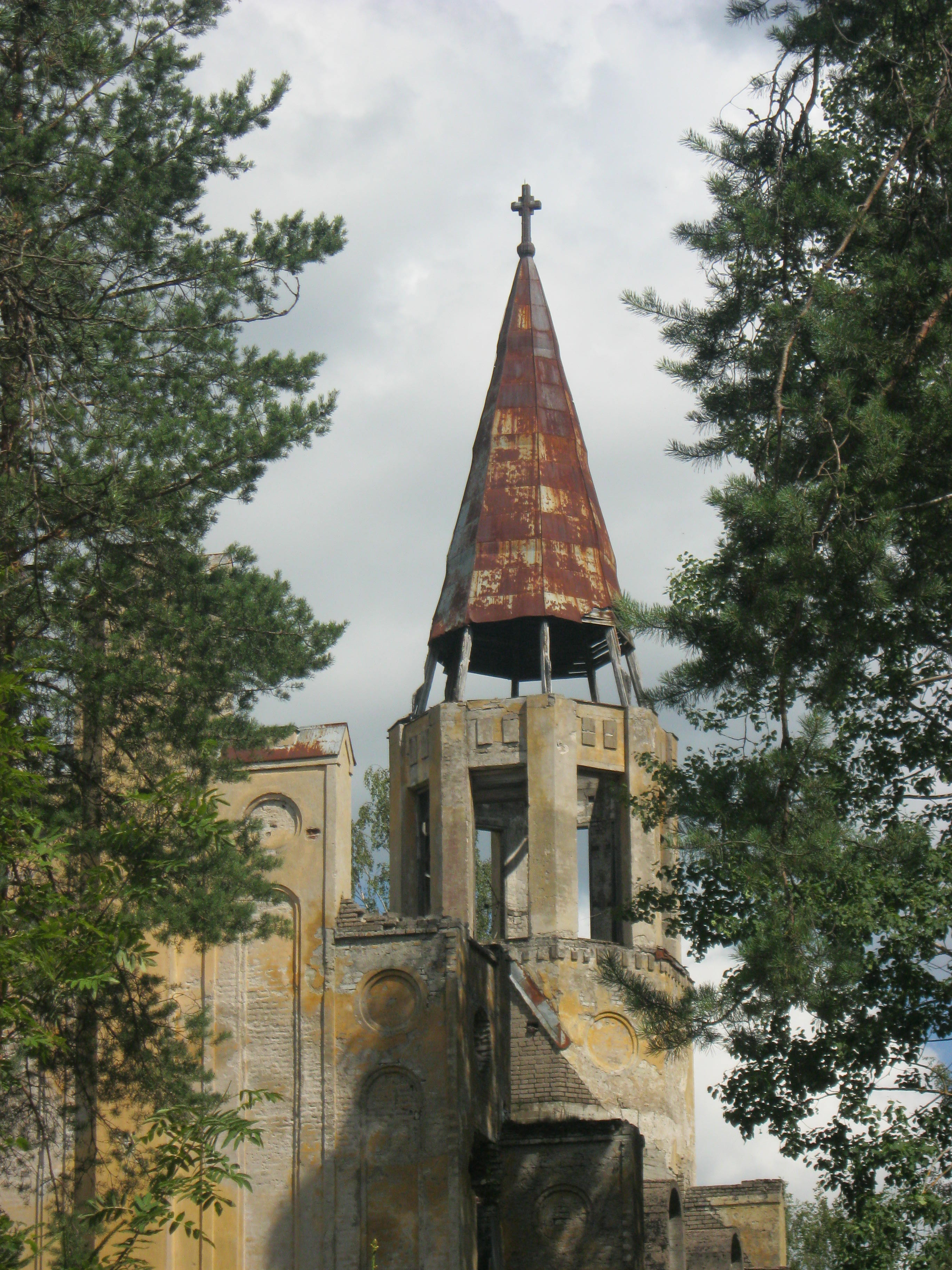
Купол снаружи (2012)
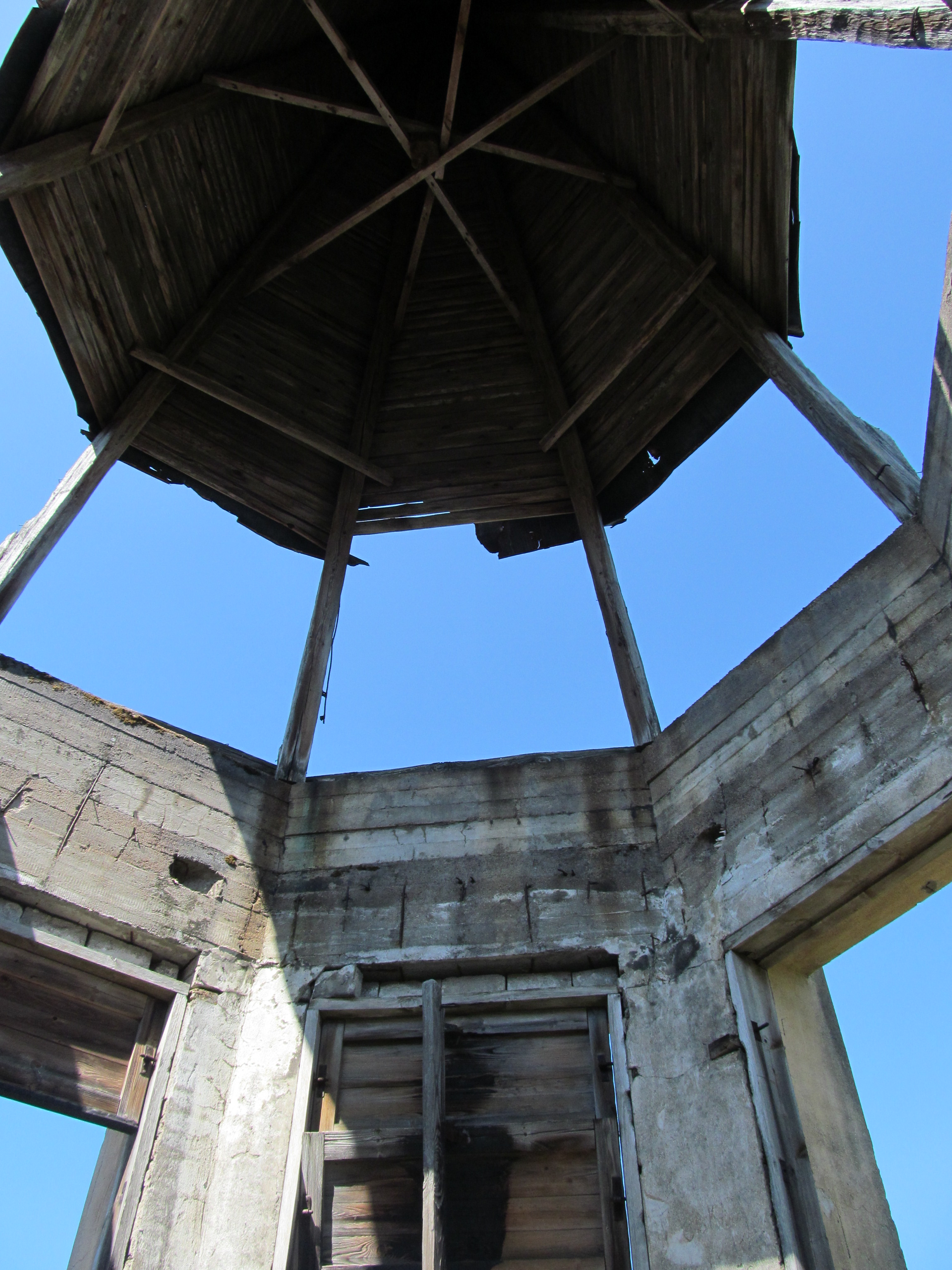
Вид на купол изнутри (2013)
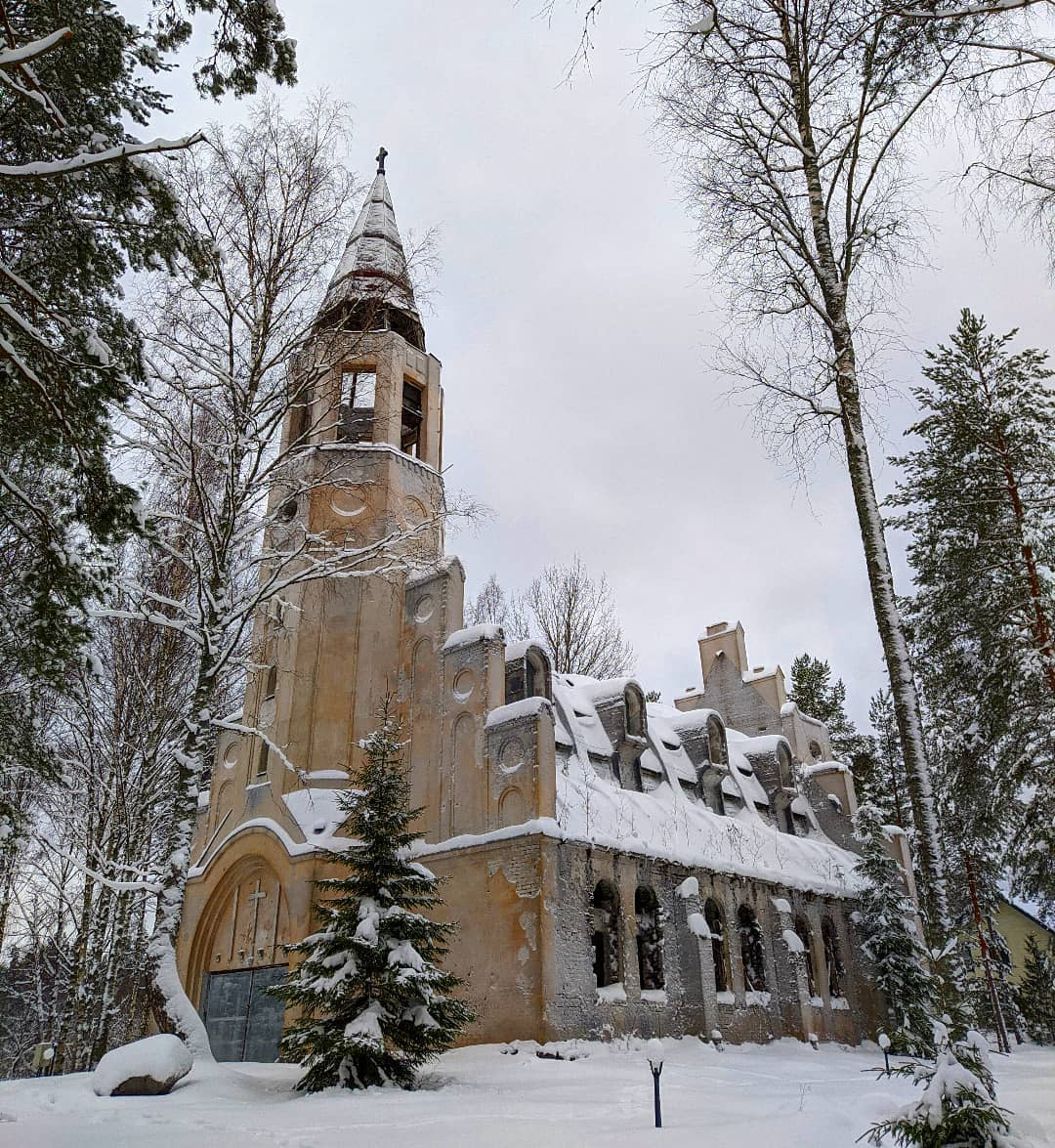
Кирха зимой (2021)